# Молчанов, Анатолий Владимирович
Анатолий Владимирович Молчанов (5 августа 1932, Ленинград — 12 января 2011, Санкт-Петербург) — советский и российский поэт, заслуженный работник культуры Российской Федерации (2010), член Союза писателей России.

## Биография
А. В. Молчанов родился в 1932 году. Когда ему исполнилось 9 лет, началась блокада Ленинграда. Всю блокаду он жил вместе с мамой и дедушкой. По воспоминаниям поэта, мать, чтобы хоть как-то прокормить семью, сдавала кровь, а дедушка не мог даже вставать. Как и многие другие школьники, он помогал тушить пожары и фугасы, в 1943 году при оказании помощи в поимке вражеских разведчиков был ранен. После окончания блокады его наградили «За оборону Ленинграда».
В 1957 году оканчивает с отличием Ленинградский гидрометеорологический институт. Затем 37 лет работал в Ленинградском тресте инженерных изысканий.
После публикации первых сборников начинает выступать публично. Ездит по школам, Домам культуры, колледжам и лицеям Санкт-Петербурга.
А. В. Молчанов рассказывая свои стихотворения-воспоминания, давал тем самым уроки патриотизма. Быстро становится главным лицом важнейших ветеранских встреч и огоньков. С 1994-2011 года был артистом Открытого Общественного Театра "Родом из блокады".
Умер поэт 12 января 2011 года в Санкт-Петербурге, похоронен на Красненьком кладбище. 
В 2012 году библиотеке №4 Кировского района Санкт-Петербурга  было присвоено имя поэта и блокадника Анатолия Владимировича Молчанова.

## Творчество
Первый сборник стихотворений вышел в 1991 году под названием «Блокадной вечности мгновенья» (Самиздат), в 1992 — «Мы из блокады», а позже «Я — часть Ленинграда», «Мы из блокады», переизданные в трёхтомнике «Мы из блокады»

А. В. Молчанова называли «летописцем ленинградской блокады», в одном из знаменитых своих стихотворений он называет себя «связным» («Связной»):
Вновь блокада меня назначает связным,
Я несу донесенье от мёртвых живым...
Чтобы голос погибших сквозь время проник,
Чтобы знали потомки всю правду про них
И гордились в открытую прошлым своим,
Я несу донесенье от мёртвых живым 

### Медиафайлы
- Дипломный фильм Синяевой Юлии Дорога Жизни